# Granblue Fantasy The Animation
Pour le jeu mobile d'origine, voir Granblue Fantasy.
Granblue Fantasy The Animation (グランブルーファンタジー ジ・アニメーション, Guranburū Fantajī: Ji Animēshon) est une série télévisée d'animation japonaise basée sur le jeu mobile Granblue Fantasy développé par Cygames. La première saison, réalisée par A-1 Pictures, est diffusée pour la première fois au Japon entre le 2 avril et le 25 juin 2017. La seconde saison, produite par MAPPA, est initialement diffusée entre le 5 octobre et le 28 décembre 2019,. Dans les pays francophones, les deux saisons sont diffusées en simulcast par Wakanim,.

## Intrigue
L'histoire se déroule dans un monde fictif où d'innombrables îles dérivent dans le ciel et la magie y est abondante. Le jeune homme Gran et son compagnon lézard ailé nommé Viy trouvent sur l'une de ces îles Lyria, une fille qui s'est échappée de l'Empire Erste avec l'aide d'une ancienne lieutenante, Katalina. À partir de là, les héros se lancent dans un long voyage à travers ces îles afin de se cacher du puissant empire et de retrouver le père disparu de Gran en se dirigeant vers l'île des étoiles.

## Personnages
Gran (グラン, Guran)
Voix japonaise : Yūki Ono
Le rêve de Gran était de devenir un pilote comme son père. Il finit gravement blessé en protégeant Lyria, mais cette dernière le sauve en retour en partageant ses pouvoirs, après quoi ils commencent leur voyage ensemble, avec son ami d'enfance Vyrn et la protectrice de Lyria, Katalina, pour éviter d'être capturés par l'Empire Erste, qui recherche Lyria pour ses pouvoirs.
Lyria (ルリア, Ruria)
Voix japonaise : Nao Tōyama
Lyria a la capacité de se connecter avec les bêtes originelles grâce à ses pouvoirs, représentés par un joyau bleu. Elle a été prise en otage par l'Empire pour ses capacités car il voulait l'utiliser dans ses expériences pour contrôler les bêtes originelles.
Vyrn (ビィ, Bī)
Voix japonaise : Rie Kugimiya
Une créature volante ressemblant à un lézard qui insiste sur le fait qu'il est un dragon. Il est un compagnon de Gran et le suit partout où il va. Il aime les pommes et a été considéré comme quelque peu incité à faire quelque chose lorsqu'on lui a offert une pomme en récompense.
Katalina Alize (カタリナ・アリゼ, Katarina Arize)
Voix japonaise : Miyuki Sawashiro
Autrefois lieutenante de l'Empire. Elle sauve Lyria d'une cellule à bord d'un vaisseau de guerre de l'Empire et s'en échappe. Bien que couronnée de succès, elle est considérée comme une traître, mais croit avoir fait la bonne chose par Lyria. Elle est une puissante bretteuse et manie une rapière. Elle montre fréquemment ses compétences face aux soldats de l'Empire.
Rackam (ラカム, Rakamu)
Voix japonaise : Hiroaki Hirata
Un pilote de dirigeable échoué à Port Breeze qui veille sur l'épave de son vaisseau.
Io Euclase (イオ・ユークレース, Io Yūkurēsu)
Voix japonaise : Yukari Tamura
Un jeune mage guérisseur en formation.
Rosetta (ロゼッタ, Rozetta)
Voix japonaise : Rie Tanaka
Une mystérieuse femme de Lumacie qui est beaucoup plus âgée et plus sage qu'elle n'y paraît.
Sierokarte (シェロカルテ, Sherokarute)
Voix japonaise : Emiri Katō (ja)
La propriétaire du « Knickknack Shack » qui a souvent tous les objets et informations dont les pilotes ont besoin.
Chevalier noir (黒騎士, Kuro Kishi)
Voix japonaise : Romi Park
Drang (ドランク, Doranku)
Voix japonaise : Tomokazu Sugita
L'un des agents de l'Empire qui traque Lyria, il a souvent un ton léger que Sturm peut à peine tolérer.
Sturm (スツルム, Sutsurumu)
Voix japonaise : Kanae Itō
Un autre des agents de l'Empire qui travaille en étroite collaboration avec Drang.
Eugen (オイゲン, Oigen)
Voix japonaise : Kazuhiro Yamaji (ja) (saison 1), Keiji Fujiwara (saison 2)
Cagliostro (カリオストロ, Kariosutoro)
Voix japonaise : Sakura Tange
Une alchimiste, qui utilise d'innombrables clones féminins d'elle-même comme vaisseaux.
Pommern (ポンメルン, Ponmerun)
Voix japonaise : Wataru Yokojima (ja)

## Production et diffusion
Lors du Tokyo Game Show 2015 le 17 septembre 2015, Cygames a révélé qu'une adaptation du jeu mobile Granblue Fantasy en une série télévisée d'animation est en cours de production,. Elle est produite par A-1 Pictures et réalisée par Yūki Itō, avec des character designs de Toshifumi Akai et une bande originale composée par Nobuo Uematsu, Tsutomu Narita et Yasunori Nishiki. La série est composée de 13 épisodes répartis dans 7 coffrets DVD/Blu-ray, dont le 7e coffret comporte un épisode « extra ». Celle-ci devait être initialement diffusée en janvier 2017, mais elle a été reportée au 2 avril 2017 pour des raisons inconnues. Une émission special, intitulée « arc Zinkenstill » (ザンクティンゼル編, Zankutinzeru-hen), a diffusé en avant-première les deux premiers épisodes de la série le 21 janvier 2017 sur Tokyo MX, et un peu plus tard sur AT-X et BS11.
Un nouveau projet de série télévisée d'animation a été annoncée en octobre 2017. Il a été annoncé en mars 2019 qu'il s'agit de la seconde saison de la première série prévue pour octobre 2019. La distribution des doublages reste globalement identique à la première saison, mis à part le rôle d'Eugen qui est repris par Keiji Fujiwara comme dans la version du jeu. Le personnel de la production a été réorganisé et la production passera de A-1 Pictures à MAPPA. Yui Umemoto a ainsi réalisé cette saison, tandis que Kiyoko Yoshimura a été le nouveau scénariste et Fumihide Sai le nouveau character designer ; Tsutomu Narita et Yasunori Nishiki sont revenus pour composer la bande originale,. La série est composée de 14 épisodes répartis dans 7 coffrets DVD/Blu-ray, dont le 7e coffret comporte 2 épisodes « extra ». Douze épisodes sont diffusés entre le 5 octobre et le 28 décembre 2019 sur Tokyo MX, GYT, GTV, BS11, AT-X, et un peu plus tard sur MBS,. Le premier épisode Extra consacré à l'héroïne Djeeta est diffusé au Japon le 28 mars 2020.
Wakanim détient les droits de diffusion en simulcast de la série dans les pays francophones,. En Amérique du Nord, Aniplex of America est l'ayant-droit de la série. Dans les îles britanniques, la série est éditée par MVM.
La chanson du premier opening de la série, intitulée Go, est produite par le groupe Bump of Chicken, tandis que la chanson de HARUHI (ja), intitulée Sora no Parade (ソラのパレード, Sora no Parēdo), a servi de premier ending. Pour les seconds opening et ending, les chansons Stay With Me et Aoi (蒼) sont respectivement réalisées par Seven Billion Dots (ja) et adieu,.

## Liste des épisodes

### Première saison
| No                                                                        | Titre français                                  | Titre japonais                       | Titre japonais              | Date de 1re diffusion |
| No                                                                        | Titre français                                  | Kanji                                | Rōmaji                      | Date de 1re diffusion |
| ------------------------------------------------------------------------- | ----------------------------------------------- | ------------------------------------ | --------------------------- | --------------------- |
| 1                                                                         | La Fille en bleu                                | 蒼の少女 Girl in Blue                | Aoi no shōjo                | 2 avril 2017          |
| 2                                                                         | Le Départ                                       | 旅立ち Departure                     | Tabidachi                   | 9 avril 2017          |
| 3                                                                         | Rencontre le vent                               | 風の出会い Meet the Wind             | Kaze no deai                | 16 avril 2017         |
| 4                                                                         | La Détermination d'un timonier                  | 操舵士の決意 A Helmsman's Resolve    | Sōda-shi no ketsui          | 23 avril 2017         |
| 5                                                                         | Combat décisif contre la divinité de la tempête | 決戦、嵐の守護神 The Storm Guardian  | Kessen, arashi no shugoshin | 30 avril 2017         |
| 6                                                                         | Des sentiments fuyants comme un mirage          | 想いは陽炎の如く The Veil is Lifted  | Omoi wa kagerō no gotoku    | 7 mai 2017            |
| 7                                                                         | Le Géant de fer                                 | 鉄の巨人 The Iron Giant              | Tetsu no kyojin             | 14 mai 2017           |
| 8                                                                         | La distance entre nous                          | ふたりの距離 A Pair Apart            | Futari no kyori             | 21 mai 2017           |
| 9                                                                         | L'horizon au-dessus des nuages                  | 雲上の水平線 Horizon in the Clouds   | Unjō no suihei sen          | 28 mai 2017           |
| 10                                                                        | Séparation                                      | 解離 Separation                      | Kairi                       | 4 juin 2017           |
| 11                                                                        | Le Vœu de Lyria                                 | ルリアの想い Lyria's Wish            | Ruria no omoi               | 11 juin 2017          |
| 12                                                                        | Combat décisif en haute mer                     | 大海の決戦 Showdown on the High Seas | Taikai no kessen            | 18 juin 2017          |
| EX1 (13)                                                                  | L'Autre Ciel                                    | もう一つの空 Another Sky             | Mōhitotsu no sora           | 25 juin 2017          |
| EX2 (OAV)                                                                 | Les Citrouilles d'Halloween                     | カボチャのランタン Jack O'Lantern    | Kabocha no Rantan           | 25 octobre 2017       |
| Note : Cet épisode est publié dans le 7e coffret DVD/Blu-ray de la série. |                                                 |                                      |                             |                       |

### Seconde saison
| No                                                                                            | Titre français                                                                    | Titre japonais                                  | Titre japonais                                         | Date de 1re diffusion |
| No                                                                                            | Titre français                                                                    | Kanji                                           | Rōmaji                                                 | Date de 1re diffusion |
| --------------------------------------------------------------------------------------------- | --------------------------------------------------------------------------------- | ----------------------------------------------- | ------------------------------------------------------ | --------------------- |
| 1                                                                                             | Les pilotes dans le ciel                                                          | 騎空士の空                                      | Kikūshi no Sora                                        | 5 octobre 2019        |
| 2                                                                                             | La citadelle d'Albion                                                             | 城砦都市アルビオン                              | Jōsai toshi Arubion                                    | 12 octobre 2019       |
| 3                                                                                             | Liberté mensongère                                                                | 偽りの自由                                      | Itsuwari no jiyu                                       | 19 octobre 2019       |
| 4                                                                                             | Sentiments rejetés                                                                | 届かぬ想い                                      | Todokanu omoi                                          | 26 octobre 2017       |
| 5                                                                                             | Katalina et Vira                                                                  | カタリナとヴィーラ                              | Katarina to Vīra                                       | 2 novembre 2019       |
| 6                                                                                             | L'île enveloppée de brume                                                         | 霧に包まれた島                                  | Kiri ni tsutsuma reta-tō                               | 9 novembre 2019       |
| 7                                                                                             | La Créature originelle immortelle                                                 | 不死の星晶獣                                    | Fushi no Seishōjū                                      | 16 novembre 2019      |
| 8                                                                                             | Souvenirs de famille                                                              | 家族の記憶                                      | Kazoku no kioku                                        | 23 novembre 2019      |
| 9                                                                                             | La Ville promise                                                                  | 約束の街                                        | Yakusoku no machi                                      | 30 novembre 2019      |
| 10                                                                                            | Un rêve impossible                                                                | 見果てぬ夢                                      | Mihatenu yume                                          | 7 décembre 2019       |
| 11                                                                                            | Serment                                                                           | 誓約                                            | Seiyaku                                                | 14 décembre 2019      |
| 12                                                                                            | Balise                                                                            | 道標                                            | Dōhyō                                                  | 21 décembre 2019      |
| EX3 (OAV)                                                                                     | L'Autre Voyage                                                                    | もう一つの旅路                                  | Mōhitotsu no tabiji                                    | 28 mars 2020          |
| Note : Cet épisode a été diffusé avant sa sortie dans le 7e coffret DVD/Blu-ray de la série,. |                                                                                   |                                                 |                                                        |                       |
| EX4 (OAV)                                                                                     | L'Avènement de Cypher Masqué ! / Les aventures de l'Académie pour filles d'Albion | 降臨！サイファーマスク！/聖アルビオン女学園物語 | Kōrin! Saifāmasuku! / Sei Arubion jo gakuen monogatari | 26 août 2020          |
| Note : Cet épisode est publié dans le 7e coffret DVD/Blu-ray de la série.                     |                                                                                   |                                                 |                                                        |                       |